# Cornillon (Haití)
Cornillon (en criollo haitiano Kòniyon) es una comuna de Haití que está situada en el distrito de La Croix-des-Bouquets, del departamento de Oeste.

## Secciones
Está formado por las secciones de:
- Plaine Céleste
- Plaine Céleste (que abarca la villa de Cornillon)
- Boucan Bois Pin
- Boucan Bois Pin
- Génipailler

## Demografía
| Gráfica de evolución demográfica de Cornillon entre 2009 y 2015 |
|                                                                 |

Los datos demográficos contemplados en este gráfico de la comuna de Cornillon son estimaciones que se han cogido de 2009 a 2015 de la página del Instituto Haitiano de Estadística e Informática (IHSI). 